# Spinus
Spinus és un gènere d'ocells de la família dels fringíl·lids amb vint espècies que eren incloses a Carduelis.

## Taxonomia
Els estudis filogenètics de Zuccon et el 2012, mostren que el tradicional gènere Carduelis era polifilètic, el que va propiciar la creació del gènere Spinus amb vint de les espècies:
- Spinus thibetanus - lluer del Tibet.
- Spinus lawrencei - cadernera de Lawrence.
- Spinus tristis - cadernera americana.
- Spinus psaltria - cadernera menuda.
- Spinus spinus - lluer eurasiàtic.
- Spinus dominicensis - lluer de la Hispaniola.
- Spinus pinus - lluer dels pins.
- Spinus atriceps - lluer de capell.
- Spinus notatus - lluer capnegre.
- Spinus barbatus - lluer gorjanegre.
- Spinus xanthogastrus - lluer ventregroc.
- Spinus olivaceus - lluer olivaci.
- Spinus magellanicus - lluer encaputxat.
- Spinus siemiradzkii - lluer safrà.
- Spinus yarrellii - lluer de Yarrell.
- Spinus cucullatus - lluer vermell.
- Spinus atratus - lluer negre.
- Spinus uropygialis - lluer de carpó groc.
- Spinus crassirostris - lluer becgròs.
- Spinus spinescens - lluer andí.